# Nguyễn Hữu Nhàn
Nguyễn Hữu Nhàn (sinh năm 1938) là nhà văn Việt Nam, được tặng Giải thưởng Nhà nước về Văn học Nghệ thuật vào năm 2022.

## Tiểu sử
Nguyễn Hữu Nhàn sinh ngày 11 tháng 12 năm 1938, tại xã Tứ Xã, huyện Lâm Thao, tỉnh Phú Thọ.
Năm 1959, ông công tác ở Công ty vận tải đường sông Vĩnh Phú. Năm 1962, ông về Ban kiến thiết thành phố Việt Trì, sau đó, nắm 1964, sang công tác tại Uỷ ban nhân dân thành phố Việt Trì. Năm 1973, ông về công tác tại Hội Văn học Nghệ thuật tỉnh Vĩnh Phú. Năm 1984 ông chuyển đến Sở Văn hóa Thông tin để đảm nhiệm chức vụ Trưởng phòng quản lý xuất bản kiêm Thường trực Hội Văn nghệ dân gian tỉnh. Năm 1986, ông học khóa III trường Bồi dưỡng những người viết văn trẻ Hội Nhà văn Việt Nam. Từ năm 1987 đến năm 2020, ông là Uỷ viên Ban chấp hành Hội Văn học Nghệ thuật tỉnh Phú Thọ; Biên tập văn xuôi của Tạp chí Văn nghệ Đất Tổ; Chi hội Trưởng Chi hội Nhà văn Việt Nam tỉnh Phú Thọ.
Ông là hội viên các hội: Hội Nhà văn Việt Nam, Hội nhà báo Việt Nam, Hội Văn nghệ dân gian Việt Nam, Hội Văn học Nghệ thuật các dân tộc thiểu số Việt Nam.

## Sự nghiệp
Vừa làm công tác quản lý ông vừa sáng tác. Ông vừa là nhà văn, vừa là nhà nghiên cứu văn hóa dân gian Phú Thọ. Ông đã cho ra đời hàng trăm truyện ngắn, hàng chục tiểu thuyết, kịch bản văn học phim truyền hình, cùng nhiều công trình nghiên cứu về văn hóa, văn nghệ dân gian.
Nguyễn Hữu Nhàn đã có nhiều bài viết về phong tục tập quán, lễ hội và những câu chuyện dân gian Ðất Tổ, đặc biệt là văn hóa người Mường, người Dao, về văn hóa làng xã... Tục chài nèm, tục ngủ thăm, lễ cấp sắc, diễn xướng cồng chiêng của người Dao, người Mường Phú Thọ, lễ hội trò chám "nõ nường" của Tứ Xã (Lâm Thao) đã góp phần làm cho nhiều người hiểu thêm về bản sắc văn hóa vùng Ðất Tổ.
Ông là người đã có công giới thiệu, bảo vệ cho ông Đặng Văn Đăng và "trường phái" thơ Bút Tre, ngay từ khi nó chưa nổi lên dư luận và tranh luận. Ông cũng có công lớn trong việc phát hiện và bồi dưỡng, giúp đỡ nhiều cây bút ở Phú Thọ trưởng thành, một số đã trở thành hội viên Hội Nhà văn Việt Nam.
Ông đã giành được nhiều giải thưởng văn học: Giải A Hội Văn học Nghệ thuật Vĩnh Phú; Giải truyện ngắn hay hàng tháng mở đầu của tuần báo Văn nghệ với tác phẩm Phố làng; Giải khuyến khích Giải Hùng Vương của Uỷ ban nhân dân tỉnh Vĩnh Phú năm 1990; Giải thưởng hạng C – hạng B2 và khuyến khích đề tài nghiên cứu khoa học ở Hội Văn nghệ Dân gian Việt Nam; Giải tư truyện ngắn báo Văn nghệ 2004; Giải Hùng Vương năm 2005; Giải thuyến khích cuộc thi truyện ngắn của Nhà xuất bản Giáo dục và Hội Nhà văn Việt Nam 2004, 2006.
Năm 2022, ông được tặng Giải thưởng Nhà nước về Văn học Nghệ thuật với tác phẩm: Nguyễn Hữu Nhàn (tuyển tập).

## Tác phẩm chính

### Văn xuôi
- "Chuyện làng Gành" (tập truyện ngắn, 1975);
- "Dốc nắng" (tiểu thuyết, 1984);
- "Nữ tướng trên núi" (truyện tranh, 1988);
- "Làng Cói Hạ" (tiểu thuyết, 1989);
- "Không cô đơn" (tiểu thuyết, 1993);
- "Truyện kể trong làng" (tập truyện, 1994);
- "Phố làng" (tập truyện ngắn, 1999);
- "Chớm nắng" (tiểu thuyết, 2000);
- "Người quê" (tập truyện ngắn, 2005);
- "Tết ở Bản Dèo" (tập truyện ngắn, 2006);
- "Gió thổi qua rừng" (tập truyện ngắn, 2007);
- "Rừng cười" (tiểu thuyết, 2008);
- "Vui như hội" (tập truyện ngắn, 2009);
- "Nguyễn Hữu Nhàn - tác phẩm chọn lọc" (2009);
- "Tuyển tập Nguyễn Hữu Nhàn" (2013).

### Kịch bản phim
- "Gió thổi qua rừng" - 8 tập;
- "Tết sớm" - 1 tập;
- "Làng Một" - 1 tập;
- "Người quê" - 2 tập;
- "Phố làng" - 2 tập;
- "Chớm nắng" - 4 tập;
- "Đám cưới làng" - 1 tập.
- ''Ánh sáng trước mặt'' (phim truyện hình, 35 tập, 2014)

### Công trình nghiên cứu văn hóa, văn nghệ dân gian
- "Nghiên cứu văn hóa làng Vĩnh Phú";
- "Nghiên cứu tục múa Mỡi người Mường";
- "Nghiên cứu văn hóa làng Phú Thọ" (phối hợp với Nguyễn Khắc Xương, Giải B - Hội Văn nghệ dân gian Việt Nam);
- "Nghiên cứu mối liên hệ văn hóa Việt Mường" (phối hợp với Nguyễn Khắc Xương, Giải C - Hội Văn nghệ dân gian Việt Nam);
- "Nghiên cứu văn hóa người Dao ở Phú Thọ" (phối hợp với Phạm Thị Thiên Nga);
- "Nghiên cứu hiện tượng thơ Bút Tre" (phối hợp với Ngô Quang Nam);
- "Nghiên cứu về văn nghệ kháng chiến chống Pháp ở Phú Thọ";
- "Sau bức màn truyền thuyết", Hội Văn học Nghệ thuật Phú Thọ - 2012.

Nguồn:

## Vinh danh
- Giải thưởng Nhà nước về Văn học Nghệ thuật năm 2022.

### Giải thưởng văn học
- Giải A Hội Văn học Nghệ thuật Vĩnh Phú;
- Giải truyện ngắn hay hàng tháng mở đầu của tuần báo Văn nghệ với tác phẩm Phố làng;
- Giải khuyến khích Giải Hùng Vương của Uỷ ban nhân dân tỉnh Vĩnh Phú năm 1990;
- Giải thưởng hạng C – hạng B2 và khuyến khích đề tài nghiên cứu khoa học ở Hội Văn nghệ Dân gian Việt Nam;
- Giải tư truyện ngắn báo Văn nghệ 2004;
- Giải Hùng Vương năm 2005;
- Giải thuyến khích cuộc thi truyện ngắn của Nhà xuất bản Giáo dục và Hội Nhà văn Việt Nam 2004, 2006.